# Bezirk Los Santos
Los Santos ist ein Bezirk (distrito) der Provinz Los Santos in Panama. Die Einwohnerzahl betrug laut Volkszählung 2023 30.028. Los Santos liegt nordöstlich der Azuero-Halbinsel, in der sogenannten Tierra Llana der Provinz Los Santos.
Seit der Antike gab es mehrere menschliche Siedlungen, die sich über den gesamten Bezirk Los Santos erstreckten. Die Gründung von La Villa de Los Santos im Jahr 1569 war jedoch der Ausgangspunkt des heutigen Bezirks. Von diesem Moment an wuchs die Bevölkerung erheblich und La Villa de Los Santos entwickelte sich zu einer wichtigen Stadt mit einer starken Wirtschaft, die auf Landwirtschaft, Fischerei und Warenverkehr über ihren bedeutenden Flusshafen basierte.

## Gliederung
Der Bezirk Los Santos ist administrativ in folgende Corregimientos unterteilt:
- La Villa de los Santos
- El Guásimo
- La Colorada
- La Espigadilla
- Las Cruces
- Las Guabas
- Los Ángeles
- Los Olivos
- Llano Largo
- Sabana Grande
- Santa Ana
- Tres Quebradas
- Villa Lourdes
- Agua Buena
- El Ejido